# PRIDE 10
PRIDE 10: Return of the Warriors fue un evento de artes marciales mixtas producido por PRIDE Fighting Championships, celebrado el 27 de agosto de 2000 en el Seibu Dome de Saitama.
Fue el primer evento de PRIDE FC en contar con 10 peleas en una noche.